# 20センチ!
『20センチ!』（西: 20 centímetros, 英: 20 Centimeters）は、2005年に製作されたスペイン・フランスの映画。
日本では、2006年7月13日・15日に第15回東京国際レズビアン&ゲイ映画祭、同年7月21日に第2回関西クィア映画祭で上映された。

## ストーリー
巨根のトランスセクシュアル・マリエッタは手術して女になる日を夢見ている。そんな彼女が運良くイケメンと恋仲に。 でも彼はマリエッタの巨根がお気に入りで…。
マリエッタの悩み多き人生をゴージャスに彩る数々のドラァグ・ミュージカル・ナンバーで、今年のオープニングは熱くPARTY！

## キャスト
- マリエッタ：モニカ・セルベラ（スペイン語版）
- フリオ：ロッシ・デ・パルマ
- レベカ：ロラ・ドゥエニャス
- ナイワ・ニムリ
- マカレナ・ゴメス
- ファニー・デ・カストロ